# Honda Quint
Honda Quint — субкомпактный автомобиль, выпускавшийся с 1980 по 1985 год японской компанией Honda.

## Описание
Honda Quint, впервые представленный в феврале 1980 года, являлся пятидверной версией Honda Civic. Продажи осуществлялись через канал продаж Honda Verno в Японии. В 1981 году Quint стал поставляться на экспортные рынки, включая Европу и Юго-Восточную Азию, под экспортным названием Honda Quintet. С 1983 года автомобиль также продавался в Австралии под названием Rover Quintet. В 1985 году на смену Quint пришёл Honda Quint Integra.
Quint оснащался четырёхцилиндровым двигателем объёмом 1602 см3, мощностью 59 кВт (79 л. с.) и крутящим моментом 126,5 Н⋅м. Коробка передач — пятиступенчатая механическая или двухступенчатая полуавтоматическая с повышающей передачей. В 1982 году двухступенчатая полуавтоматическая трансмиссия была заменена трёхступенчатой полуавтоматической. Все модели, кроме базовой, имели гидроусилитель руля и полностью независимую подвеску Макферсон со стабилизаторами поперечной устойчивости. Топовые модели имели кондиционер, центральный замок, электрические стеклоподъёмники и люк с электроприводом. Заявленная мощность по стандартам JIS составляет 66 кВт (89 л. с.).

## Австралия
Подразделение Jaguar Rover Australia выпускало Honda Quint в Австралии под названием «Rover Quintet» с 1983 по 1985 год. Quintet являлся первым автомобилем Honda со значком Rover. Отделка салона деревянная, а сиденья имеют тканевую обивку Moquette. В стандартную комплектацию входила стереомагнитола Pioneer. На смену Rover Quintet пришёл Rover 416i — ребеджинговый вариант Honda Integra.

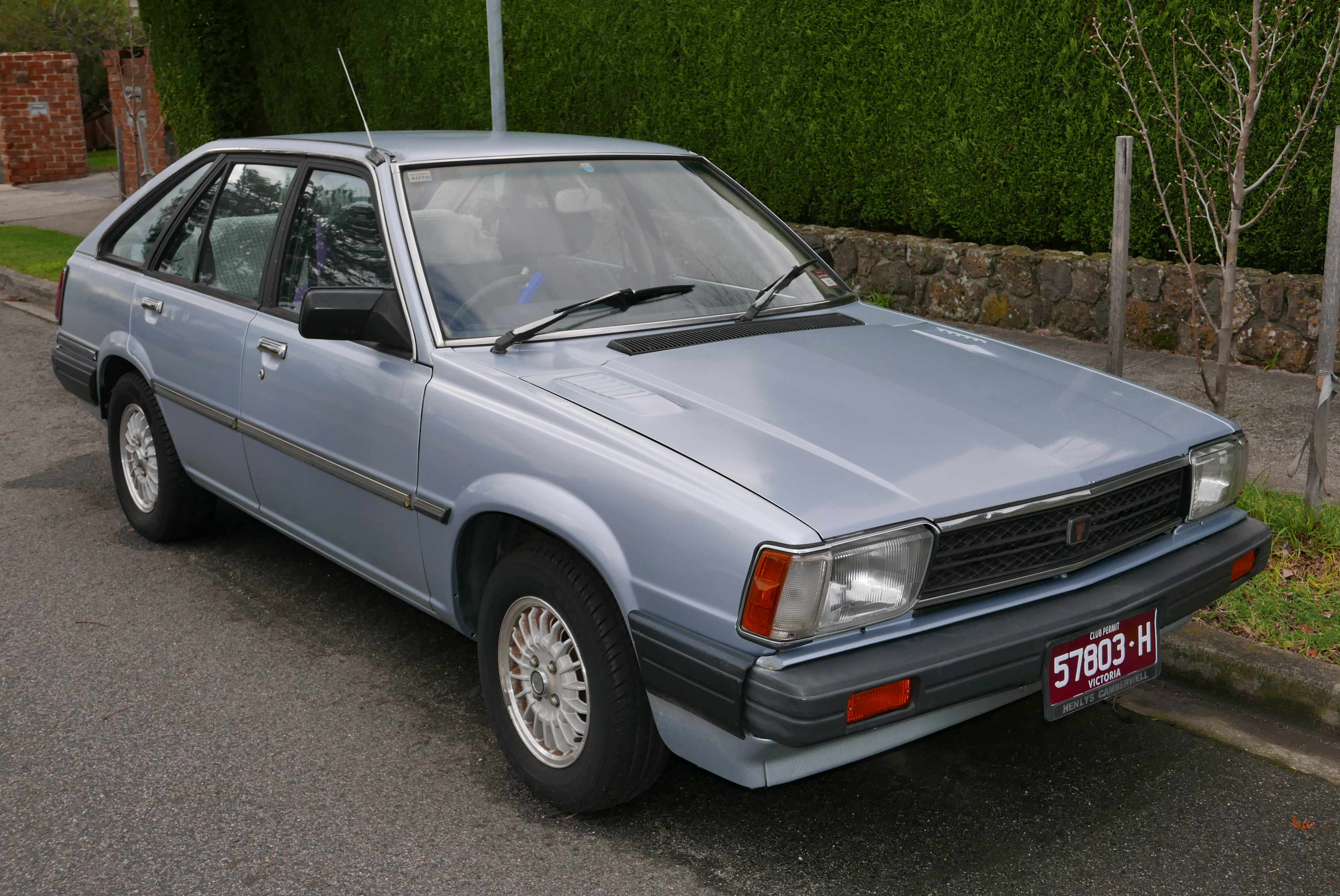
Вид спереди
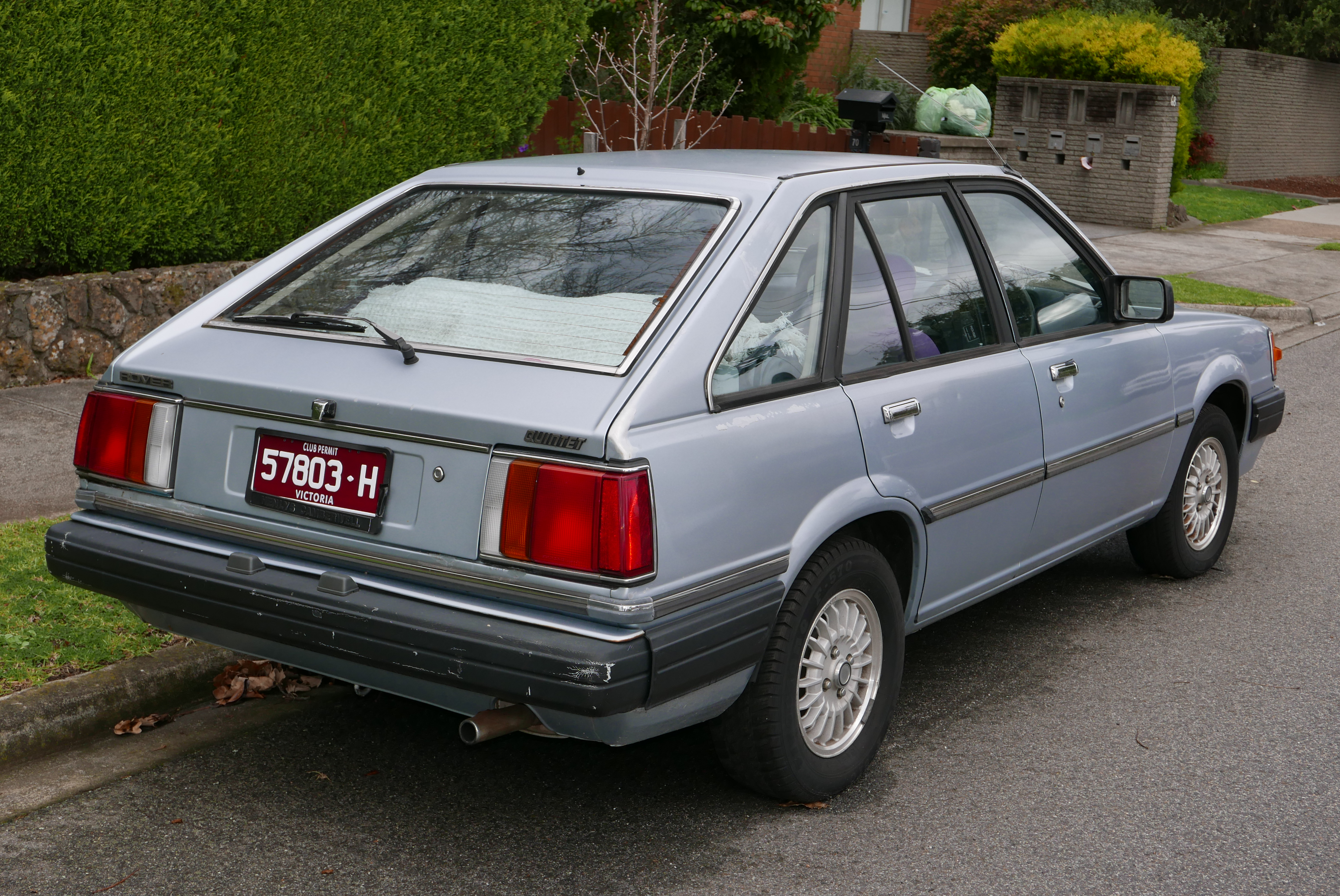
Вид сзади